# Lionel Floch
Pour les articles homonymes, voir Floc'h.
Lionel Floch, né le 9 mai 1895 à Quimper et mort dans cette même ville le 7 décembre 1972, est un peintre, graveur et dessinateur français.

## Biographie
Fils d'un officier de marine, il suit ses études secondaires au lycée de La Tour d'Auvergne de Quimper. Mobilisé pendant la Première guerre mondiale, il apprend ensuite la peinture près de Théophile Deyrolle à Concarneau et est aussi influencé par Lucien Simon, faisant partie de la Bande noire.
Il commence à exposer au début des années 1920, d'abord en Bretagne, à Brest et Quimper, puis participe au Salon d'automne.
De 1923 à 1948, il travaille pour gagner sa vie comme receveur de l'enregistrement à Pont-Croix (Finistère). À Pont-Croix, il se lie aux peintres qui fréquentent le Cap Sizun, comme Paul de Lassence, Gale Turnbull et Abel-G. Warshawsky.
En 1934, il est cofondateur de l'Union artistique quimpéroise, qui fédère le milieu intellectuel et artistique quimpérois. Floch y entretient une correspondance avec Max Jacob, qui expose régulièrement au Salon des peintres de la Bretagne. Par le biais de l'Union, il se lie également à Jean Moulin (alors sous-préfet de Châteaulin et lui-même graveur), au céramiste italien Giovanni Léonardi et au docteur Augustin Tuset. C'est en compagnie de ce dernier qu'il visite l'Afrique du Nord et la péninsule ibérique : ces voyages vont inspirer plusieurs œuvres à Lionel Floch. 
Antimilitariste, anticlérical et antigaulliste, c'est un peintre engagé : «  excessif et coléreux, il est aussi pudique et timide ».

## Œuvres
S'il s'est un peu adonné à la peinture abstraite, c'est essentiellement un peintre figuratif qui a surtout représenté des scènes de vie du Pays Bigouden et  de la région du Cap Sizun, représentant fréquemment les paysages de la Baie de Douarnenez, la baie d'Audierne, la Pointe du Raz, etc.… et des scènes de vie comme les pardons bretons, les scènes de port, le ramassage du goémon, etc.
Parmi ses œuvres : 
- Un pardon en Pays Bigouden, vers 1934, Musée des beaux-arts de Quimper[5].
- La Cornouaille, sa mer, ses pardons, ses sites, Musée des beaux-arts de Quimper[6].
- Le ramassage du goémon, huile sur toile, vendue 2 000 € à l'hôtel des ventes Bretagne-Atlantique de Quimper en 2013[7].
- Plusieurs de ses œuvres sont représentées sur un site internet[3].
- Décors de la salle des fêtes de Douarnenez[8] : Bateaux et marins au port, Pleine mer, pêche à la sardine et Pleine mer, pêche au thon[9].
- Femmes de Fouesnant (bois gravé)[10].
- Paysan de Pont-Croix (Maison du marquisat, Pont-Croix).
- Femme du Cap Sizun (Maison du marquisat, Pont-Croix).
- Paysan bigouden attablé (Maison du marquisat, Pont-Croix).

Lionel le Floch pratique également la gravure : il réalise des eaux-fortes parfois inspirées de ses propres tableaux. Initié à la taille d'épargne par Augustin Tuset, il réalise quelques bois gravés avant de confier à son ami l'interprétation de ses dessins sur bois ou linoléum.
La Maison commune (maison du marquisat) de Pont-Croix et le Musée bigouden de Pont-l'Abbé ont représenté une rétrospective de son œuvre en 2007.